# Приют Бальша

Прию́т Ба́льша (рум. Orfelinatul Balș) — первый детский приют в Бессарабии, основанный в 1845 году дворянином Егором Александровичем Бальшем. Приют располагался в его собственном доме, на углу Острожской и Киевской улиц (сейчас улица А. Лэпушняну, улица 31 августа 1989).

## История
В 1845 году в Кишинёве дворянин Егор Александрович Бальш основал первый частный детский приют в Бессарабии, рассчитанный на 100 мальчиков. Инициатива получила высокую оценку при царском дворе, и Бальш был удостоен ордена Святой Анны III степени. В 1850 году он был избран главой бессарабского дворянского корпуса, что свидетельствует о его признании среди местного дворянства.
Приют, созданный Бальшем, продолжал свою деятельность благодаря пожертвованиям и находился под управлением Бессарабского губернского попечительства детских приютов.
В конце XIX — начале XX века вместимость учреждения оказалась недостаточной. Директор заведения, купец Семиградов, принял решение о строительстве нового здания. Финансирование проекта осуществлялось за счет средств, полученных от продажи старого здания, а также на пожертвования. Для строительства была приобретена земля площадью 1500 квадратных саженей на окраине города у купца Израиля Гольденберга. Для проектирования здания был приглашён архитектор Владимир Николаевич Цыганко, чьё участие способствовало созданию уникального архитектурного облика учреждения.
- Егор Александрович Бальш (ок. 1805 — ?) — бессарабский предводитель дворянства с 2 июня 1850 года по 4 февраля 1857 года. Родился в Яссах в семье молдавского боярина. Учился в Яссах и заграничных университетах, получив высокое образование для того времени. С 1827 года служил в Молдове и Российской империи, работал в Министерстве иностранных дел и был секретарем российской миссии в Греции. В 1832 году ушел в отставку и более 18 лет жил в Бессарабии, занимаясь хозяйством и благотворительностью. В 1845 году основал первый частный детский приют в Бессарабии. В 1850 году был избран предводителем дворянства, возглавив Бессарабский дворянский корпус. На его время пришлась Крымская кампания, в которой он активно участвовал в организации материальной поддержки армии. В 1854 году был переизбран на второй срок.[3]

## Нынешнее использование здания
С 1952 по 1958 год здание полностью использовалось школой № 34. На первом этаже размещались начальные классы, на втором — старшие. Во дворе школы находилось дополнительное здание, где располагалась Спортивная детская Республиканская школа (СДРШ), позднее переименованная в Республиканскую детско-юношескую спортивную школу олимпийского резерва (РДЮСШОР).
На втором этаже основного здания находился актовый зал, который использовался для сдачи экзаменов и проведения выпускных вечеров. В 1972 году актовый зал был перенесен в новое здание школы, а его прежнее помещение переоборудовано в учебные кабинеты. В настоящее время здание вновь передано лицею имени Антиоха Кантемира и используется для начальных классов.

## Архитектурные особенности
Парадный вход здания включает: просторный балкон, поддерживаемый двумя пилонами и углубленный в фасад с портиком. На балкон ведут три арочные двери. Второй этаж выделяется окнами с полукруглым завершением. Дополнительные элементы декора включают резалиты и треугольные фронтоны.
Современники отметили удобство внутренних помещений и простор приюта. Строение включало два основных этажа и функциональный цокольный этаж. В начале XX века приют был оборудован собственным генератором, что обеспечивало электрическое освещение.